# 月光 (爆風スランプの曲)
「月光」（げっこう）は、1989年4月7日に発売された爆風スランプ13枚目のシングル。

## 概要
大ヒットした前作シングル「Runner」、同じくヒットした次作シングル「リゾ・ラバ -Resort Lovers-」の間にリリースされた1曲。アルバムからのシングルカット曲ということもあり、オリコンTOP10入りを逃し、売上も10万枚を割るなど、前作より数字は落としたが、グループの代表曲の一つである。
収録アルバム「HIGH LANDER」はベース・江川ほーじんが参加した最後の作品であり、シングルもアルバムと同内容で発売されたためベースは江川の演奏によるものであるが、シングル発売時点では江川が脱退し、かつ後任であるバーベQ和佐田が加入する前のベーシスト不在期間であった。

## 収録曲
1. 月光
作詞：サンプラザ中野、作曲：パッパラー河合、編曲：BAKUFU-SLUMP
『コスモ石油』CMソング
2. それから
作詞：サンプラザ中野、作曲：ダン本多、編曲：BAKUFU-SLUMP
NHK『まんがで読む古典』テーマソング

## TV出演時におけるバンドメンバー
概要の通り、シングル発売はベースの江川が（1989年1月9日の武道館公演をもって）脱退した後で、和佐田が正式メンバーとして加入する前である。そのため「Runner」同様、ベーシスト不在期間中のテレビ出演やライブでは様々なミュージシャンがベースの代役を務めた。その際、スタジオ音源よりも半音下げて演奏された。
- ゼノン石川：聖飢魔IIのベーシスト。
- 桜井賢：THE ALFEEのベーシスト。「夜のヒットスタジオ（1989年4月12日放送）」にて出演。
- 関口和之：サザンオールスターズのベーシスト。「ジャストポップアップ（1989年4月28日放送）」にて出演。

他多数

## 収録アルバム
- HIGH LANDER (#1)
- 決定版!爆風スランプ大全集2 〜The Very Best Of パッパラー河合〜 (#1)
- SINGLES (#1)
- GOLDEN☆BEST 爆風スランプ ALL SINGLES (#1)
- 40th Anniversary BEST IKIGAI 2024 (#1、2024Retake Ver.)